# I giorni contati
I giorni contati is een Italiaanse film van Elio Petri die werd uitgebracht in 1962.
De rol die Salvo Randone speelt is de enige hoofdrol uit zijn filmcarrière. Als een van de geliefkoosde acteurs van Elio Petri (net zoals Gian Maria Volonté en Marcello Mastroianni) speelde hij in zeven van diens films.

## Verhaal
Cesare Conversi is een drieënvijftige weduwnaar die alleen in Rome leeft. Hij verdient de kost als loodgieter en lasser. 
Op een dag is hij op de bus getuige van het overlijden van een man die een infarct heeft gehad. Die man was ongeveer even oud als hij, wat hem doet beseffen dat hij wellicht ook niet meer zo lang te leven heeft. Hij geraakt geobsedeerd door de onafwendbaarheid van de dood. Hij wil de tijd die hem rest kwalitatief invullen en hij geeft zijn baan dan ook op om te genieten van het leven vooraleer het te laat is. 
Hij dwaalt rond in Rome, met de bus of te voet. Zo gaat hij langs bij zijn beste collega Amilcare om te filosoferen over de kortstondigheid van het leven en neemt hem daartoe mee naar een begraafplaats. 
Hij wipt op de achterzit van een bromfiets en laat de verbouwereerde chauffeur rijden naar de plaats waar iedereen zich haastig naar begeeft: daar worden tekennesten verdelgd en wordt er betoogd tegen de slechte Romeinse huisvestingspolitiek.
Hij heeft enkele ontmoetingen met de jonge dochter van zijn hospita die net zoals hij is gestopt met werken en nu waarschijnlijk geld verdient door te tippelen. Hij geeft haar heel wat geld om weer het rechte pad te bewandelen en bezwijkt niet voor haar uitdagende charmes.
Hij gaat een kunstmuseum binnen en is verrast dat je een ticket moet kopen. Hij maakt er kennis met een kunsthandelaar.
Hij is kortademig en hij raadpleegt zijn dokter die hem vraagt of hij nog steeds dertig sigaretten per dag rookt. 
Hij ziet op de bus de vrouw waarmee hij voor zijn huwelijk een relatie had. Later zoekt hij haar op want hij heeft haar raad nodig om beslissingen te nemen maar dit loopt op niets uit. 
Hij gaat naar de luchthaven waar hij een bescheiden vlucht boven de stad wil nemen. De bediende legt hem uit dat dit niet gebruikelijk is.
Hij brengt met enkele ex-collega's een dag aan zee door. Hij gaat daarna wandelen met een vrouw, waarschijnlijk een prostituee.   
Hij zoekt zijn van hem vervreemde zoon en kleinzoon op. Daarna neemt hij de bus naar het platteland waar hij geboren is en ontmoet er een niet al te gelukkige jeugdvriend.
Het geld van Cesare raakt geleidelijk op. Hij achtervolgt een succesvolle bedelaar en vraagt hem hoeveel geld hij per dag 'verzamelt'.
Hij komt in aanraking met wat onguur volk. Ze vertellen hem dat je geld kunt verdienen door de verzekeringsmaatschappij op te lichten. Je moet wel bereid zijn dat men bijvoorbeeld je arm of been breekt en je moet iedereen die hierbij betrokken is een deel van het geld afstaan. Op het laatste ogenblik haakt Cesare af, hij is te bang.
Ten slotte gaat Cesare terug naar zijn collega's om zijn werk te hervatten.

## Rolverdeling
| Acteur            | Personage                        |
| ----------------- | -------------------------------- |
| Salvo Randone     | Cesare 'Cé' Conversi             |
| Regina Bianchi    | Giulia                           |
| Vittorio Caprioli | de kunsthandelaar                |
| Paolo Ferrari     | Vinicio                          |
| Lando Buzzanca    | de zoon van Cesare               |
| Angela Minervini  | Gabriella                        |
| Franco Sportelli  | Amilcare, een collega van Cesare |